# Gigi Hadid
Jelena Noura „Gigi” Hadid (Los Angeles, 1995. április 23. –) palesztin-holland származású amerikai modell. Kétéves korában kezdett modellkedni. 2016-ban a British Fashion Council az év modelljének választotta. 2013 óta az IMG Models  modellje. 4 év alatt 35-ször jelent meg nemzetközi Vogue magazinok címlapján.

## Élete és pályafutása
Los Angeles-ben született, édesapja Mohamed Hadid ingatlanfejlesztő, édesanyja Yolanda Hadid (lánykori nevén Van den Herik) korábban modell volt.
Kétévesen kezdett modellkedni, gyerekmodellként dolgozott egy ideig, azonban az iskola miatt abbahagyta, 2011-ben tért vissza a modellkedéshez. Hadid kriminálpszichológiát kezdett el tanulni, azonban tanulmányait felfüggesztette, hogy a modellkarrierjére koncentrálhasson.
2015-től együtt jár a One Direction egyik volt énekesével, Zayn Malik-kal. 2020 szeptemberében megszületett első lányuk, akit Khai Hadid-Malik-nak hívnak.